# 청계동 (의왕시)
청계동(淸溪洞)은 경기도 의왕시의 북부에 있는 동이다.

## 법정동
- 청계동
- 학의동
- 포일동 일부
- 내손동 일부

## 교육
- 포일초등학교
- 덕장초등학교
- 백운호수초등학교
- 백운중학교
- 덕장중학교

## 문화재
- 청계사
- 임영대군 이구 묘역 및 사당
- 의곡재(義谷齋)

## 아파트
- 대한주택공사
  - 청계마을 1단지 - 이수건설 / 2009년 11월 입주
  - 청계마을 2단지 - 신창건설, 고려산업개발 / 2007년 9월 입주
  - 청계마을 3단지 - 삼능건설 / 2007년 7월 입주
  - 청계포레스트 - 한신공영 / 2007년 9월 입주
  - 청계마을 5단지 - 극동건설 / 2007년 7월 입주
  - 청계마을 6단지 - 극동건설 / 2007년 7월 입주

## 기타 시설
- 의왕백운지식문화밸리
- 서울구치소
- 백운호수
- 모락산
- 청계산
- 우담산
- 바라산
- 백운산

## 교통

### 도로
- 수도권제1순환고속도로: 학의 분기점-청계터널
- 제2경인고속도로: 북청계 나들목-청계산1터널-청계산2터널-청계산3터널
- 과천봉담도시고속화도로(지방도 제309호선)
  - 학의 분기점 - 청계 나들목
- 국가지원지방도 제57호선